# Havelian
Havelian är en stad i distriktet Abbottabad i provinsen Khyber Pakhtunkhwa i Pakistan. Folkmängden uppgår till cirka 50 000 invånare, inklusive Havelian Cantonment som står under militär administration. Staden är ändpunkt för Karakoramvägen.